# Rezerwat przyrody Jeziorka Kozie
Rezerwat przyrody Jeziorka Kozie – torfowiskowy rezerwat przyrody na terenie Borów Tucholskich w województwie kujawsko-pomorskim. Utworzony w 1984 roku w celu ochrony zarastających jezior z typowo wykształconym zespołem roślinności torfowiska wysokiego. Zajmuje powierzchnię 12,30 ha, zaś utworzona w 2024 otulina obejmuje obszar 78,04 ha.
Obszar rezerwatu podlega ochronie czynnej.

## Lokalizacja
Rezerwat położony jest w gminie Tuchola w powiecie tucholskim, w środkowej części Tucholskiego Parku Krajobrazowego, około 4 kilometry na północny zachód od Woziwody, w bliskim sąsiedztwie innego rezerwatu – „Jezioro Zdręczno”. Rezerwat leży na obszarze Nadleśnictwa Woziwoda.

## Charakterystyka[4][5][6][7]
Rezerwat przyrody „Jeziorka Kozie” obejmuje swym zasięgiem cztery zagłębienia wytopiskowe. Trzy z nich to niewielkie jeziorka dystroficzne, a czwarte całkowicie pozbawione jest otwartego lustra wody. Na ich terenie wytworzyły się zespoły roślinne charakterystyczne dla torfowisk wysokich i przejściowych, m.in.:
- mszar kępowo-dolinkowy,
- pło mszarne,
- bór bagienny,
- przygiełka biała.

Na terenie rezerwatu znajdują się stanowiska roślin chronionych, m.in.:
- rosiczki okrągłolistnej,
- rosiczki długolistnej,
- rosiczki pośredniej,
- bażyny czarnej,
- bagnicy torfowej,
- turzycy bagiennej,
- bagna zwyczajnego,
- grzybienia północnego.

Fauna występująca na terenie rezerwatu to m.in.:
- żaba jeziorkowa,
- żaba trawna,
- żaba moczarowa,
- zaskroniec zwyczajny.

## Turystyka
W pobliżu rezerwatu przyrody „Jeziorka Kozie” swój przebieg mają szlaki turystyczne:
- piesze:
  -  szlak Brdy: Bydgoszcz – Konarzyny,
- rowerowe:
  -  BY-7001s: Tuchola – Bachorze,
  -  BY-6001n: Bydgoszcz – Chojnice.

W celu zachęcenia turystów do odwiedzania rezerwatu zbudowano drewnianą kładkę na skraju jednego z jeziorek. Jest to dobry punkt do obserwacji roślinności terenów podmokłych. Dodatkowych informacji dostarczają turystom tablice z opisami przyrody.